# Pro Sesto 1913
Pro Sesto – włoski klub piłkarski, mający swoją siedzibę w mieście Sesto San Giovanni, na północy kraju.

## Historia
Chronologia nazw:
- 1913: Società Ginnico Sportiva Pro Sesto
- 1923: klub rozwiązano
- 1927: Unione Sportiva Pro Sesto
- 1928: klub rozwiązano - po fuzji z G.S. Breda
- 1945: Unione Sportiva Pro Sesto - po fuzji z G.S. Falck
- 1963: Associazione Calcio Pro Sesto - po fuzji z A.C. Sestese
- 2010: klub rozwiązano
- 2010: A.S.D. Nuova Pro Sesto
- 2012: S.S.D. Pro Sesto

Klub piłkarski Pro Sesto został założony w Sesto San Giovanni w 1913 roku. W 1914 klub dołączył do F.I.G.C. W sezonie 1914/15 zespół startował w Terza Categoria Lombarda, gdzie zajął 3.miejsce w grupie C. Potem klub zaprzestał działalności z powodu I wojny światowej. 
W sezonie 1919/20 klub po zajęciu drugiego miejsca w grupie B Promozione Lombarda awansował do finału, gdzie był trzecim, co dało promocję do Prima Categoria. W sezonie 1920/21 debiutował w Prima Categoria Lombarda, gdzie zajął ostatnie 4.miejsce w grupie C i spadł do Promozione. Jednak potem klub nie przystąpił do rozgrywek o mistrzostwo Włoch, a startował w sezonie 1922/23 z drużyną juniorów w mistrzostwach lokalnych U.L.I.C. W 1923 z przyczyn finansowych został rozwiązany.
W 1927 roku klub został odrodzony jako Unione Sportiva Pro Sesto. W sezonie 1927/28 startował w Quarta Divisione, gdzie zajął piąte miejsce w grupie Lombarda. W 1928 klub zmuszony do połączenia się z G.S. Breda zarządzanym przez faszystowskich przywódców, i znikł ze sceny piłkarskiej.
Po wznowieniu mistrzostw w 1945 w wyniku połączenia młodych piłkarzy (Giovani Calciatori Sestesi) z klubem G.S. Falck powstał Unione Sportiva Pro Sesto. W sezonie 1945/46 klub startował w Serie C (Lega Nazionale Alta Italia), gdzie zajął 8.miejsce w grupie B. W następnym sezonie 1946/47 przystąpił do rozgrywek Serie B, gdzie zajął 11.miejsce w grupie A. W 1948 i 1949 był siódmym w grupie A. W sezonie 1949/50 zajął 22.miejsce w grupie A i został zdegradowany do Serie C. W następnym sezonie 1950/51 zajął 16.miejsce w grupie B i spadł do Promozione. W 1952 po kolejnej reorganizacji został zdegradowany do Promozione Lombarda. W 1953 awansował do Serie IV, ale w 1957 roku spadł do Campionato Interregionale. Od 1958 do 1960 występował w Serie D, a potem w regionalnej Prima Categoria Lombarda. W 1963 po fuzji z A.C. Sestese zmienił nazwę na Associazione Calcio Pro Sesto. W 1966 wrócił do Serii D, a 1979 znów spadł do Promozione Lombarda. W 1982 awansował do Campionato Interregionale, a w 1987 otrzymał promocję do Serie C2. W sezonie 1989/90 zajął drugie miejsce w grupie B Serie C2 i zakwalifikował się do Serie C1. W 1996 został zdegradowany do Serie C2, a w 2005 wrócił do Serie C1. W 2008 liga zmieniła nazwę na Prima Divisione Lega Pro, a w 2009 klub spadł do Seconda Divisione Lega Pro, a w następnym 2010 do Serie D. Latem 2010 klub ogłosił bankructwo i został rozwiązany.
Latem 2010 powstał nowy klub piłkarski A.S.D. Nuova Pro Sesto, który zapłacił odpowiednią kaucję i dołączył do Comitato Regionale Lombardia F.I.G.C. W sezonie 2010/11 zwyciężył w grupie C Promozione Lombardia i awansował do Eccellenza Lombardia. W następnym sezonie 2011/12 zespół zwyciężył w grupie A Eccellenza Lombardia i wrócił do Serie D. W 2012 zmienił nazwę na S.S.D. Pro Sesto.

## Sukcesy

### Trofea międzynarodowe
Nie uczestniczył w rozgrywkach europejskich (stan na 31-05-2017).

### Trofea krajowe
| \| \| Zdobyte trofea w rozgrywkach Włoch (stan na: 31-05-2017) \| |                                                          |      |                            |
| Rozgrywki                                                         | Osiągnięcie                                              | Razy | Sezon(y)                   |
| · Mistrzostwo                                                     | I miejsce                                                | 0    |                            |
| · Mistrzostwo                                                     | II miejsce                                               | 0    |                            |
| · Mistrzostwo                                                     | III miejsce                                              | 0    |                            |
| · Mistrzostwo                                                     | 4.miejsce                                                | 1    | 1920/21 (Sezione Lombarda) |
| · Puchar                                                          | zdobywca                                                 | 0    |                            |
| · Puchar                                                          | finalista                                                | 0    |                            |
| · Puchar                                                          | runda I                                                  | 1    | 2014/15                    |
| II liga                                                           | I miejsce                                                | 0    |                            |
| II liga                                                           | II miejsce                                               | 0    |                            |
| II liga                                                           | III miejsce                                              | 0    |                            |
| II liga                                                           | 3.miejsce                                                | 1    | 1919/20 (Sezione lombarda) |
| Włochy                                                            | Zdobyte trofea w rozgrywkach Włoch (stan na: 31-05-2017) |      |                            |

## Stadion
Klub rozgrywa swoje mecze domowe na Stadio Breda w Sesto San Giovanni, który może pomieścić 4500 widzów. Wcześniej występował na boisku Campo di Via Carducci.

## Inne
- G.S. Falck